# Tetralonioidella hoozana
Tetralonioidella hoozana är en biart som först beskrevs av Embrik Strand 1914.  Tetralonioidella hoozana ingår i släktet Tetralonioidella och familjen långtungebin. Inga underarter finns listade i Catalogue of Life.